# Овчаренко, Ольга Михайловна
Ольга Михайловна Овчаренко (род. 10 мая 1979, Ленинград, СССР) — бывшая российская профессиональная баскетболистка, игравшая на позиции лёгкого форварда. Мастер спорта России.

## Карьера
Родилась в Ленинграде, в возрасте пяти лет переехала в Куйбышев. Баскетболом занималась с третьего класса в ДЮСШ-13 у Александра Ивановича Черкашина. Начинала свою карьеру в новокуйбышевском «Альянсе». В течение долгих лет Овчаренко выступала за одну из ведущих команд страны «Надежду». Некоторое время она была ее капитаном. В сезоне 2012/13 форвард играла в другом коллективе Премьер-Лиги «Энергия» (Иваново), после чего баскетболистка вновь ненадолго вернулась в «Надежду». Училась в Оренбургском государственном университете.
Уже после завершения карьеры на Ольгу Овчаренко вышли представители клуба «Политех-СамГТУ», которые предложили ей возобновить свои выступления в его составе. В нем она провела три сезона в Суперлиге.
Летом 2019 года Овчаренко была назначена на пост тренера команды ДЮБЛ в образованном женском баскетбольном клубе «Самара».

## Достижения
- Финалист Кубка Европы ФИБА (1): 2009/2010.
- Финалист Кубка России (3): 2010/2011, 2011/2012, 2013/2014.
- Бронзовый призер чемпионата России (3): 2009/2010, 2010/2011, 2011/2012.
- Серебряный призер Суперлиги (1): 2014/2015.